# 德胜镇 (黎川县)
德胜镇，是中华人民共和国江西省抚州市黎川县下辖的一个乡镇级行政单位。

## 行政区划
德胜镇下辖以下地区：
德胜社区、德胜村、新店村、茅店村、东山村和黎明村。